# آرپژ (رستوران)

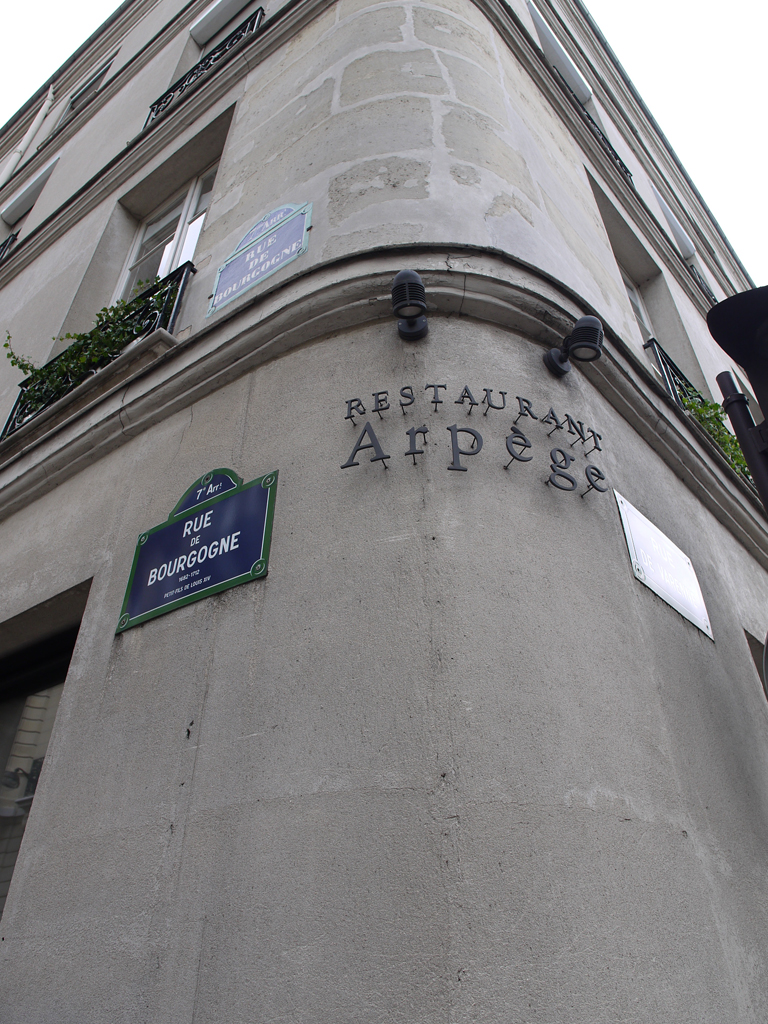
تابلوی رستوران در مه ۲۰۱۳

آرپژ (فرانسوی: Arpège‎؛ ‏تلفظ فرانسوی: [aʁpɛʒ]) یک رستوران سه‌ستاره فرانسوی در پاریس است که بر آشپزی فرانسوی متمرکز است و سرآشپز آن آلن پاسار است. بنیان‌گذار اصلی این رستوران آلن ساندرانس بود که در سال ۱۹۶۸ آن را با نام «لارکسترات» بنیان نهاد، اما آلن پاسار آن را در سال ۱۹۸۶ خرید و نامش را به آرپژ تغییر داد.  این رستوران سومین ستارهٔ میشلن خود را در سال ۱۹۹۶ دریافت کرد و از آن زمان تاکنون آن را حفظ کرده‌است. آرپژ در سال ۲۰۱۸ هشتمین رستوران برتر جهان بود.  یکی از دلایل شهرت این رستوران آن است که غذاهایش، مناسبِ شیوهٔ تغذیه‌ای گیاه‌خواران و وگان‌ها نیز هست.